# La reina mora (pel·lícula de 1937)
La reina mora és una pel·lícula espanyola de comèdia estrenada el 4 d'octubre de 1937 i dirigida per Eusebio Fernández Ardavín. La pel·lícula està basada en la sarsuela homònima escrita por Serafín Álvarez Quintero i Joaquín Álvarez Quintero.

## Sinopsi
Dos joves, Coral i Esteban, estan enamorats, però el seu idil·li es veu truncat en una festa en la qual Coral és importunada per un tipus fanfarró i baralladís i Esteban es veu en l'obligació de solucionar l'assumpte. En la baralla, Esteban fereix a l'altre i acaba en la presó. Coral, entristida, es reclou al costat del seu germà en una casa sevillana per a compartir la privació de llibertat d'Esteban. El seu enclaustramiento donarà peu a presumptuosos donjuanes per llançar-se a la seva conquesta i a males llengües per inventar llegendes.

## Repartiment
- María Arias com Coral.
- Raquel Rodrigo com Mercedes.
- Alejandrina Caro com Doña Juana.
- Pedro Terol com Esteban.
- Antonio Gil Varela 'Varillas' com Don Nuez.
- Valeriano Ruiz París com Miguel Ángel.
- Erasmo Pascual com Cotufa.
- José Córdoba com El Peleón.
- Carmen Vázquez com Bailarina.
- Capelillo com Cantador.
- Manolito Heras com El Niño de los Pájaros.
- J. Aguilar com Pepe López.
- Enrique Salvador com Señor Pepe.
- Anita Ramallo com Laurita.
- Srta. Albillana com Isabel.